# Oberhütte (Bad Grund)
Oberhütte ist ein Ortsteil der Gemeinde Bad Grund (Harz) im Landkreis Göttingen. Verwaltungsmäßig gehört der Ortsteil zu Badenhausen, das zum 1. März 2013 nach Bad Grund (Harz) eingemeindet wurde.

## Lage
Der Ort liegt westlich des Oberharzes und südlich des Kernortes Badenhausen. Die nächstgrößere Stadt ist Osterode am Harz.

## Geschichte
1429 wird Oberhütte erstmals erwähnt, als Bernhard von Wolfenbüttel-Lüneburg den Betrieb einer „Uferhütte“ erlaubte. Der Ort wurde 1539 als Oberhutte und 1740 als Ober- und die Hammerhütte am Glüsigteiche erwähnt. Der Name bezieht sich vermutlich auf die oberhalb von Neuhütte oder Hammerhütte liegende Eisenhütte. Bis 1725 bestand eine Eisenhütte, die der Eisenhütte Gittelde angeschlossen war.
Östlich der Ortslage befindet sich der Wittkopp-Stollen, der von 1950 bis 1988 für den Abbau von Gips in Betrieb war. Aus dem Mundloch führen Gleise einer Grubenbahn heraus, die aber erst nach der Schließung der Anlage vom neuen Privateigentümer installiert wurde.
Mit der Umwandlung der Samtgemeinde Bad Grund (Harz) in eine Einheitsgemeinde wurde Oberhütte zum 1. März 2013 mit Badenhausen ein eigenständiger Ortsteil der Gemeinde Bad Grund.

## Ortsrat und Ortsbürgermeister
Auf kommunaler Ebene wird Oberhütte vom Ortsrat aus Badenhausen vertreten.